# Barney S. Graham
Barney S. Graham est un immunologiste et virologue américain. Il est directeur adjoint du centre de recherche sur les vaccins (VRC) des NIH, où il est chef du laboratoire de pathogenèse virale.

## Éducation
Graham a fréquenté Paola High School à Paola, Kansas, où il a obtenu son diplôme, comme  major de promotion, en 1971 avant de s'inscrire à l'Université Rice pour se spécialiser en biologie pour son baccalauréat ès sciences. Il a obtenu un diplôme de médecine de l'Université du Kansas en 1979. Graham a rencontré sa femme, Cynthia Turner-Graham, pendant ses études de médecine et ils souhaitaient effectuer des résidences dans la même ville. Il a accepté une résidence à l'Université Vanderbilt tandis que Turner-Graham a accepté une résidence au Meharry Medical College, également à Nashville, Tennessee. Graham a terminé son internat, sa résidence, deux résidences en chef et une bourse de recherche sur les maladies infectieuses à Vanderbilt. Il partageait son bureau à l'université avec le pédiatre William C. Gruber.

## Carrière

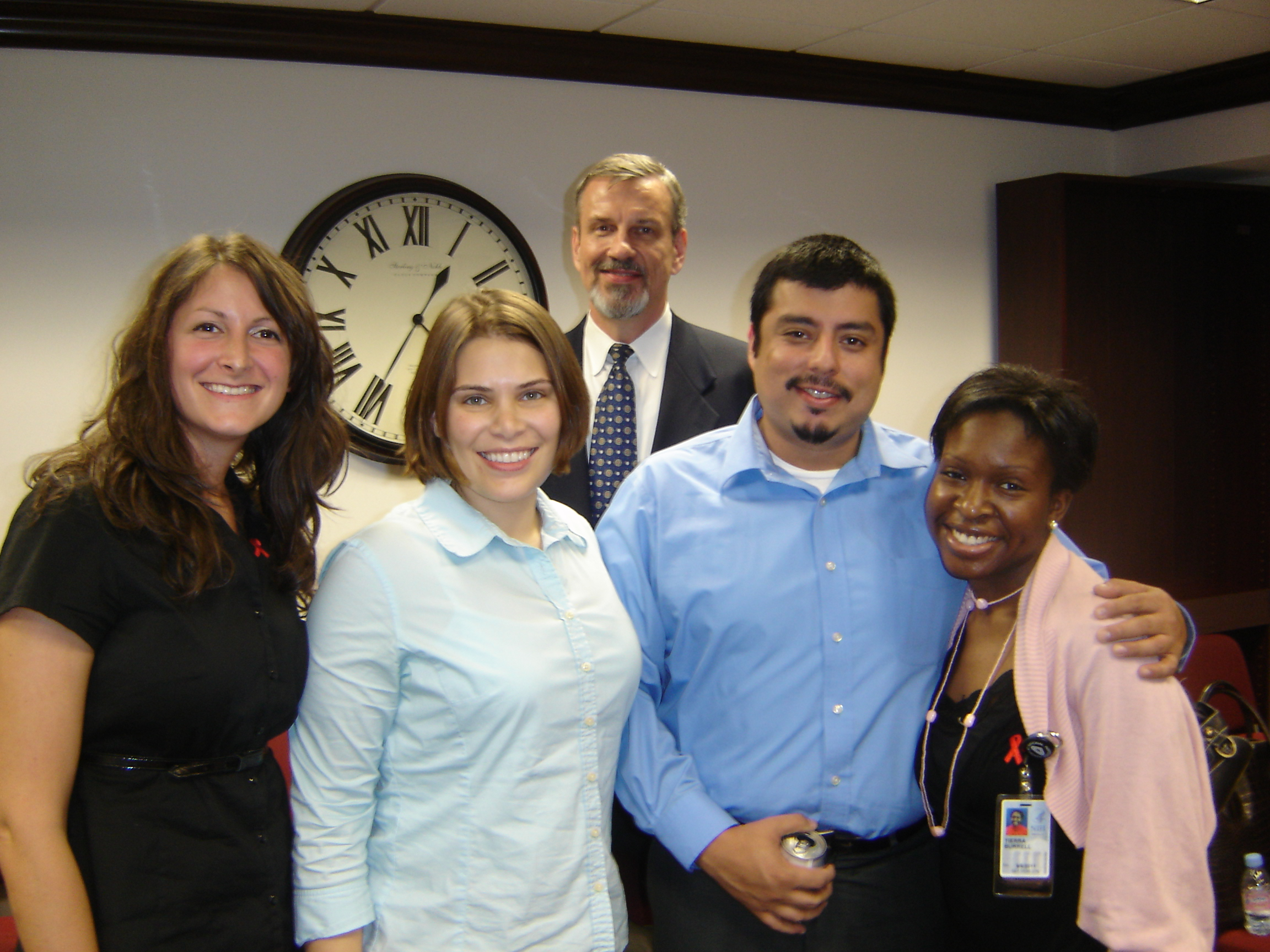
Barney Graham photographié avec son personnel du NIH Vaccine Research Center.

En 1982, Graham a été nommé résident en chef à l'hôpital général de Nashville, où il a traité le premier patient atteint du SIDA du Tennessee. À la suite de cela, il a été nommé à une résidence en chef au Vanderbilt University Medical Center, où il a dirigé le premier essai humain sur un vaccin contre le SIDA,. Pendant son séjour à Vanderbilt, Graham travaillait simultanément sur son doctorat en microbiologie.
Graham a été élu membre de la société américaine d'investigation clinique en 1996. En 2000, les National Institutes of Health (NIH) le recrutent pour créer une clinique d'évaluation des vaccins, mais il insista pour se concentrer sur les vaccins contre trois catégories de virus respiratoires. Lors de l'épidémie de virus Zika de 2015-2016, Graham et Ted Pierson, chef du laboratoire des maladies virales, ont collaboré pour créer un vaccin destiné à prévenir le virus Zika. Passant de la création à la fabrication en seulement trois mois, ils ont commencé un essai clinique de phase 2 en mars 2017 pour mesurer son efficacité. En reconnaissance de leurs efforts, ils ont été finalistes de la Médaille des innovations prometteuses 2018. En 2021, il a reçu le prix du centre médical d'Albany.
En 2017, travaillant aux côtés de Jason McLellan, un biologiste structural, ils ont découvert que « l'ajout de deux prolines à une articulation clé de la protéine de pointe d'un vaccin pourrait stabiliser la forme de préfusion de la structure » (brevet WO2018081318A1). Plus tard, cette méthode sera appliquée au vaccin Covid-19. Pendant la pandémie de Covid-19, le laboratoire de Graham s'est associé à Moderna pour développer leur technologie vaccinale. Pour ce travail, il a reçu le titre de « Hero of the year 2021 » du magazine Time avec Kizzmekia Corbett, Katalin Karikó et Drew Weissman, ainsi que le titre de « Federal employee of the year 2021 » avec Kizzmekia Corbett. 
La même technique a conduit à la conception d'un meilleur vaccin contre le virus respiratoire syncytial,.